# 28 de setembre
El 28 de setembre és el dos-cents setanta-unè dia de l'any del calendari gregorià i el dos-cents setanta-dosè en els anys de traspàs. Queden 94 dies per finalitzar l'any.

## Esdeveniments
Països Catalans
- 1713 - Castell de Ciutat (La Seu d'Urgell, Alt Urgell: El general Moragues rendeix Castellciutat després del setge de l'exèrcit borbònic durant la Guerra dels Catalans.
- 1918 - Olot (Garrotxa): inauguració de la Biblioteca Popular, tercera de la xarxa de biblioteques públiques de la Mancomunitat de Catalunya.
- 1974 - Figueres (l'Alt Empordà): hi inauguren el Museu Dalí.
- 2003 - Salses (el Rosselló): sense la presència de cap representant de l'estat francès, el conseller en cap de la Generalitat, Artur Mas i les autoritats municipals de la vila hi inauguren la Porta dels Països Catalans.
- 2004 - el Prat de Llobregat (el Baix Llobregat): s'hi inaugura la tercera pista de l'aeroport.

Resta del món
- 1542 - Califòrnia: hi arriba el primer europeu, l'explorador portuguès João Rodrigues Cabrilho.
- 1821 - Ciutat de Mèxic (Mèxic): s'hi signa l'acta d'independència del país.
- 1844 - Oscar I de Suècia-Noruega és coronat rei de Suècia.
- 1864 - Londres (Anglaterra): s'hi funda l'Associació Internacional dels Treballadors (AIT).
- 1867 - Toronto (Ontario, el Canadà): aquesta ciutat esdevé la capital del país.
- 1867 - Estats Units envaeix les illes Midway.
- 1868 - Còrdova (Andalusia, Espanya): les tropes revolucionàries encapçalades pel general Serrano derroten les fidels a Isabel II, manades pel general Novaliches, en la batalla del Pont d'Alcolea.
- 1871 - Brasil es vota una llei que prohibeix l'esclavitud infantil.
- 1929 - Praga (República Txeca): s'hi inaugura la catedral de Sant Vit.
- 1958 - Guinea francesa: En el referèndum proposat per França guanya al «no» a l'avançar limitadament en l'autogovern. Això provocaria al 2 d'octubre del mateix any, Guinea es declarés independent de la França Colonial.
- 1992 - Katmandú (el Nepal): s'hi estavella un Airbus-300 pakistanès i en moren els 167 passatgers i tripulants.
- 2000 - Palestina: hi comença la segona intifada després que Ariel Xaron visités l'Esplanada de les Mesquites de Jerusalem.
- 2018, Indonèsia: Un intens terratrèmol a l'illa de Cèlebes és seguit d'un tsunami devastador.[1]

## Naixements
Països Catalans
- 1435 - Gandia o València: Joan Roís de Corella, poeta valencià.
- 1777 - Fornalutx: Maria Ferrer Arbona, pedagoga iniciadora del col·legi de la Puresa de Palma (m.1865).[2]
- 1819 - Figueres: Narcís Monturiol i Estarriol, inventor, intel·lectual i polític català, inventor del primer submarí tripulat i amb motor de combustió (m. 1885).
- 1837 - València: Vicent Wenceslau Querol i Campos, poeta en valencià (m. 1889).
- 1880 - Barcelona: Carles Casagemas i Coll, pintor (m. 1901).
- 1881 - Barcelona: Eugeni d'Ors i Rovira, escriptor i filòsof, fundador i director de l'Escola de Bibliotecàries (m. 1954).
- 1897 - Roda de Berà: Carme Claramunt, activista política catalana, primera afusellada al Camp de la Bota (m. 1939).[3]
- 1943 - Barcelona: Miquel Valls i Maseda, economista i empresari català (m. 2019).
- 1953 - Barcelona: Dolors Udina i Abelló, traductora catalana.
- 1960 - Barcelona: Carolina Kun Galofré, nedadora catalana, campiona de Catalunya i campiona d'Espanya.[4]
- 1964 - Sabadell: Sergio Dalma, cantant català.
- 1977 - Matadepera: Bibiana Ballbè i Serra, periodista catalana especialitzada en cultura i creativitat i directora creativa.[5]
- 1983 - Girona, Gironès: David Verdaguer, actor de teatre, TV i cinema català.

Resta del món
- 1725 - Celbridge, Anglaterra: Sir Arthur Guinness, cerveser irlandès i el fundador de la companyia Guinness.

- 1746 - Bohèmia: Giovanni Punto, concertista de corn i compositor txec.
- 1807 - Boudevilliers, Suïssa: Arnold Henry Guyot, geòleg i geògraf (m. 1884).
- 1841 - Mouilleron-en-Pareds, França: Georges Clemenceau, polític francès (m. 1929).[6]
- 1852 - París, França: Henri Moissan, professor universitari francès, Premi Nobel de Química de 1906 (m. 1907).[7]
- 1893 - Viena, Hilda Geiringer, matemàtica austríaca, pionera de les matemàtiques aplicades.[8]
- 1914 - Salzburg: Maria Franziska von Trapp, cantant de la «família Trapp» (m. 2014).[9]
- 1916 - Londres, Anglaterra: Peter Finch, actor anglès d'origen australià.
- 1924 - Fontana Liri, Itàlia: Marcello Mastroianni, actor italià (m. 1996).
- 1925 - Chippewa Falls, EUA: Seymour Cray, matemàtic i electrònic estatunidenc.
- 1932 - Chillán Viejo, Xile: Víctor Jara, director teatral, poeta, cantant i compositor xilè.
- 1934 - París, França: Brigitte Bardot, actriu francesa.
- 1938 - Henderson, Carolina del Nord (EUA): Ben E. King, cantant de soul i rhythm and blues estatunidenc (m. 2015).[10]
- 1942 - Nova Jersey: Donna Leon, escriptora nord-americana, autora de novel·la negra.[11]
- 1943 - Heerlen: Margriet Ehlen, compositora, directora d'orquestra i pedagoga neerlandesa.[12]
- 1944 - Ciutat de Nova York, EUA: Robert Barro, economista estatunidenc.
- 1945 - Sainte-Maxime, França: Christine Goitschel, esquiadora alpina francesa que destacà a la dècada de 1960.[13]
- 1961 - Neuilly-sud-Seine: Tatiana de Rosnay, periodista, escriptora i guionista francesa.[14]
- 1968 - Shoreham, Kent, Anglaterra: Naomi Watts actriu anglesa-australiana.
- 1975 - Belgrad: Ana Brnabić, política sèrbia que ocupa el càrrec de primera ministra del país des de 2017.[15]
- 1977 - Sent Joan lo Nòu, Alta Garonaː Sylvia Pinel, política francesa, ha estat diputada i ministra.[16]
- 1981 - Logronyo, La Rioja, Espanya: Carlos Coloma Nicolás, ciclista de muntanya espanyol,

## Necrològiques
Països Catalans
- 1614 - València: Tomàs Cerdan de Tallada, magistrat, jurista, humanista, poeta i doctor en Dret valencià (n. ?).
- 1922 - Madrid, Espanya: Vicent Lleó i Balbastre, compositor valencià de sarsuela (n. 1870).
- 1964 - Barcelona: Ferran Canyameres i Casamada, escriptor català.
- 2005 - 
  - València: Balbina Medrano Aranda –Guillermina Supervía–, mestra, primera regidora de l'Ajuntament de València (n. 1912).[17]
  - Barcelona: Enric Gensana i Merola, futbolista català.
- 2009 - València: Paco Bascuñán, dissenyador i pintor valencià (n. 1954).
- 2010 - Barcelona: Jaume Vallcorba i Rocosa, enginyer i lingüista català.
- 2020 - Sabadell: Josep Maria Benaul i Berenguer, historiador català (n. 1951).

Resta del món
- 1831 - Blankenburgː Philippine Engelhard, intel·lectual i poeta alemanya del grup anomenat Universitätsmamsellen (n. 1756).[18]
- 1895 - 
  - Villeneuve-l'Étang, Marnes-la-Coquette, França: Louis Pasteur, químic francès (n. 1822).[19]
  - Váchartyán, Hongriaː Pálné Veresː mestra hongaresa defensora de l'educació de les dones.[20]
- 1898 - Pequín (Xina): Tan Sitong, filòsof i polític xinès (n.1865).[21]
- 1910 - Parísː Marie Pasteur, assistent científica de Louis Pasteur (n. 1826).[22]
- 1918 - Múnic: Eduard von Keyserling, novel·lista i dramaturg germanobàltic, exponent de l'impressionisme literari.
- 1949 - Frederiksberg, Dinamarca: Nancy Dalberg, compositora danesa (n. 1881).[23]
- 1953 - Pasadena, Califòrnia: Edwin Hubble, astrònom nord-americà (n. 1889).
- 1959 - Ciutat de Mèxic: Trinidad Arroyo, metgessa espanyola, primera dona doctora en oftalmologia i otologia a Espanya (n. 1872).[24]
- 1964 - Los Angeles, Califòrnia: Harpo Marx, actor nord-americà, el segon dels cinc germans Marx (n. 1888).
- 1970 - Baltimore, Maryland: John Dos Passos, novel·lista i periodista nord-americà (n. 1896).
- 1981 - Belgrad, República Federal Socialista de Iugoslàvia: Ksenija Atanasijević, primera dona filòsofa sèrbia i escriptora feminista.[25]
- 1991 - Santa Monica (Califòrnia): Miles Davis, trompetista, i compositor de jazz, un dels músics més influents del segle xx (n. 1926).[26]
- 2003 - Nova York, EUA: Elia Kazanjoglou, conegut com a Elia Kazan, director de teatre i de cinema estatunidenc d'origen greco-armeni (n. 1909).
- 2010 - Nova York: Arthur Penn, director de cinema estatunidenc.
- 2024 - Hana, Hawai (EUA): Kris Kristofferson, cantant i compositor de música country i actor estatunidenc (n. 1936).

## Festes i commemoracions
- Onomàstica: sants Baruc, profeta; Exuperi de Tolosa, bisbe; Faust de Riés, bisbe; sant Venceslau de Bohèmia, patró de República Txeca; Simón de Rojas, frare; beat Bernadí de Feltre; beat Josep Tarrats i Comaposada, màrtir (1936); venerable Anna Maria Antigó, monja; servent de Déu Joan Pau I, papa.
- Dia Internacional per l'Accés Universal a la Informació.[27]
- Dia d'Acció Global per un Avortament legal i segur.[28]